# 一面山站
一面山站位于辽宁省凤城市边门镇，为沈丹铁路上的一个火车站。建于1904年。
距离沈阳站232公里，丹东站45公里，隶属沈阳铁路局管辖。现为四等站。